# オーロヴィル

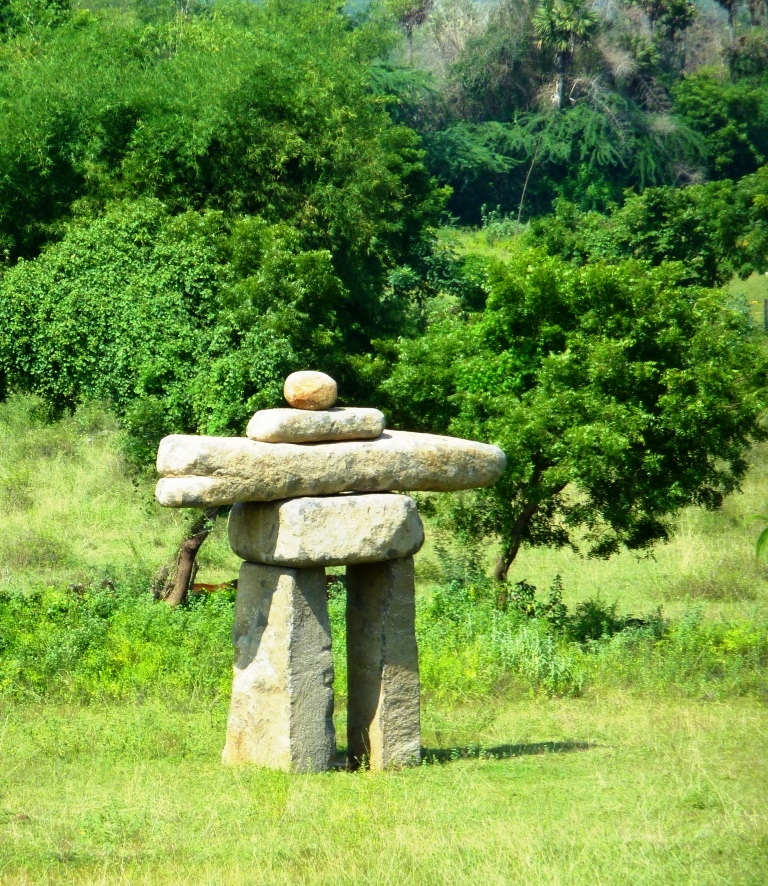
オーロヴィルのイヌクシュク

オーロヴィル（Auroville）とは、インドのタミル・ナードゥ州ヴィリュップラム県にある国際的な共同体のこと。
インド人思想家・宗教家であるオーロビンド・ゴーシュのパートナーであったフランス人女性ミラ・アルファサ（Mirra Alfassa）によって、1968年に設立された。
世界中の人々が、民族・国籍・思想信条を乗り越えて調和することが目指されている。